# Mengálvio
Mengálvio Pedro Figueiró, známý především jako Mengálvio (17. prosince 1939, Laguna, Santa Catarina) je bývalý brazilský fotbalový záložník a pozdější trenér.
Mistr světa z roku 1962 v Chile (na závěrečném turnaji však nenastoupil). Za brazilskou fotbalovou reprezentaci odehrál 14 zápasů, vstřelil 1 gól. Na klubové úrovni získal s klubem Santos FC dvakrát Copa Libertadores (1962, 1963) a Interkontinentální pohár (1962, 1963). V Santosu hrál v letech 1960–1967 a ještě v roce 1969. Odehrál za něj 371 zápasů. Mimo Santosu hrál v Grémiu, CE Aimoré a kolumbijském Millonarios FC z Bogoty.